# Leo Fall
Leo Fall (Olmütz, 1873. február 2. – Bécs, 1925. szeptember 16.) osztrák zeneszerző, kapellmeister, az ezüst operettek kora egyik legfontosabb képviselője. 

## Élete
Édesapja Moritz Fall (1848. augusztus 5.–1922. július 22.) katonakarmester, több operett szerzője volt. Testvérei Siegfried Fall (1877–Theresienstadt, 1943. április 10.) és Richard Fall (1882–Auschwitz, 1945 eleje) zeneszerzők voltak, akiket később a nácik zsidó származásuk miatt koncentrációs táborban megöltek. 
Ötévesen kezdet hegedülni tanulni, tizennégy évesen lett a bécsi Gesellschaft der Musikfreunde konzervatóriumában Robert Fuchs és Johann Nepomuk Fuchs növendéke. Egy ideig Lehár Ferenccel együtt katonazenekarban játszott. Berlinben apja zenekarának volt tagja. 1892-ben Hamburgban kapellmeisterként, majd hegedűszólistaként a berlini Central és Metropol Theaterben dolgozott. 
Két operája sikertelensége után a berlini kabaré, a Böse Buben házi zeneszerzőjévé vált a Künstlerhausban. Ott írt zenét számos páros számára, pl. az Und Meyer kedvesen néz rám kezdetűt, Kurt Tucholskynak. Azután az operettre tért át. 1906-tól kizárólag az operettkomponálásnak szentelte magát. Második darabjával, a Mannheimben bemutatott Der fidele Bauerrel vált ismert szerzővé. A harmadik, az 1907. november 2-án bemutatott Die Dollarprinzessin (A dollárhercegnő) már egész Európában áttörést hajtott végre, és végül világszerte ismertté vált olyan későbbi művekkel, mint a Die Rose von Stambul (Sztambul rózsája, 1916) és a Madame Pompadour (1923). 
Fall, akinek műveit a nemzetiszocialisták betiltották, az úgynevezett ezüst operettek korának egyik legfontosabb zeneszerzője Lehár Ferenc és Oscar Straus mellett. 
Zeneileg változatos operettjei a klasszikus (bécsi keringő) és a modern motívumok (hitt, jazz, fokstrot) között készültek. Mindenekelőtt Franz Marszalek karmesterrel, aki a kölni WDR-nél dolgozott, sok példaértékű felvételt készítettek.

## Magánélete
Berta Jadassohnt, Salomon Jadassohn (1831–1902) zeneszerző lányát vette feleségül. 1901-ben a Freundschaft (Barátság), az egyik Pozsonyban bejegyzett, de bécsi tagokat tömörítő szabadkőműves páholy tagja lett.

## Emlékezete

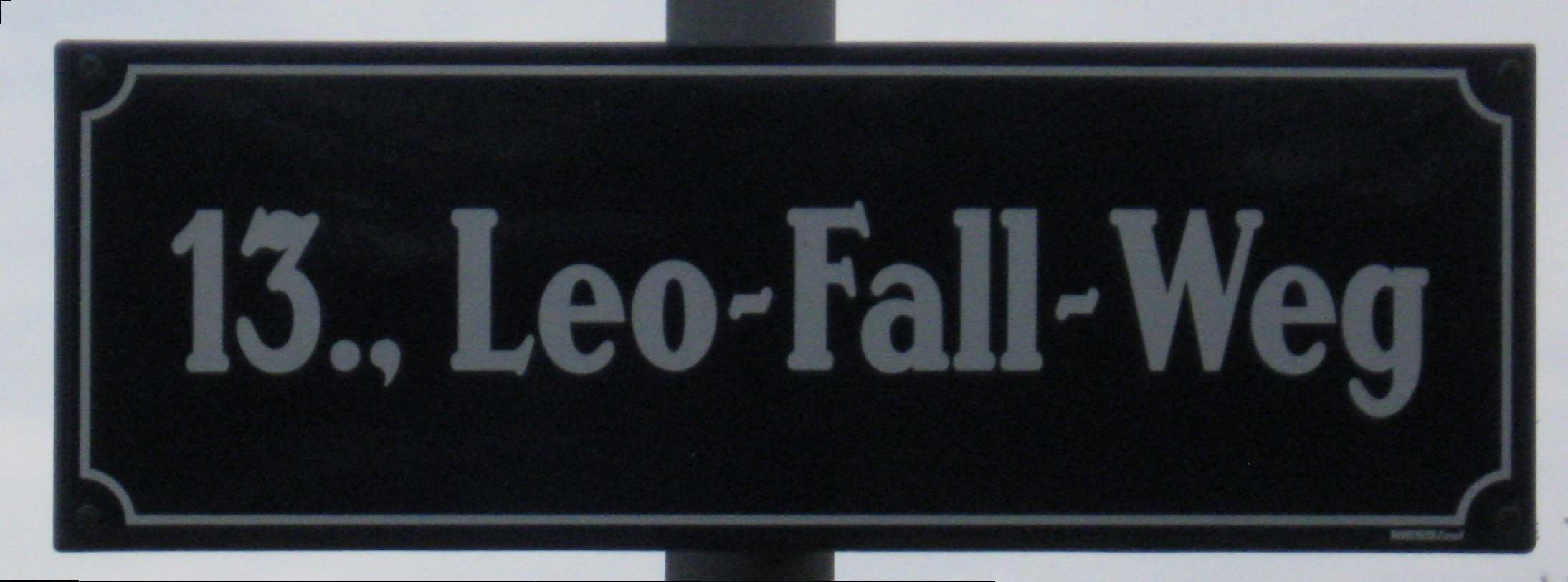
A Leo-Fall-Weg utcanévtáblája

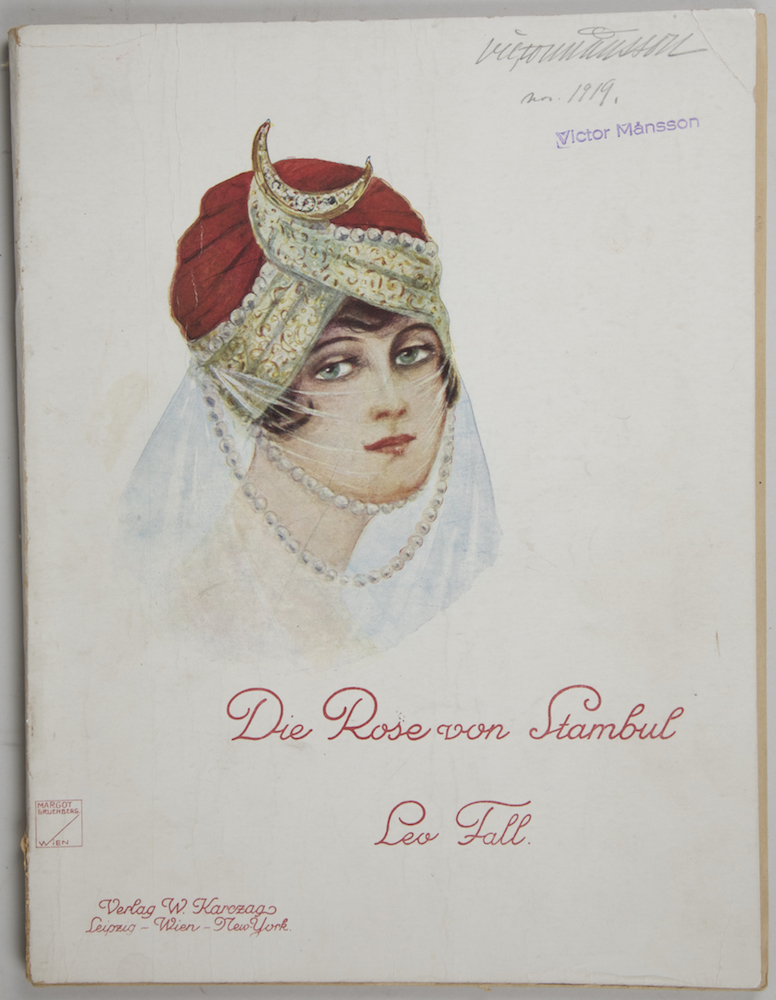
A Sztambul rózsája zongorakivonatának borítója (1917 körül)

Sírja a Bécsi központi temetőben található (a 4. kapun át, az izraelita rész, 3. csoport, 4. sor, 1. szám). 2000-ben a bécsi Hietzingben lévő Leo-Fall-Weg róla kapta a nevét.

## Művei (válogatás)
- A lázadó (1905, hét évvel később Der liebe Augustínnak dolgozták át)
- A hűséges paraszt (1907)
- A Dollárhercegnő (1907)
- Az elvált nő (1908)
- Sikoly pofon után (1909)
- Kedves kis testvér (1909)
- A babalány (1910)
- A szép Risette (1910)
- Az örök keringő (1911)
- A szirén (1911)
- Kedves Augustin (1912)
- A diákgrófnő (1913)
- Az éjszakai expresszvonat (1913)
- Miniszterelnöknő (1914)
- A mesterséges ember (1915)
- A császárné (Hercegi szerelem) (1916)
- Sztambul rózsája (1916)
- Spanyol csalogány (1920)
- Szent Ambrus (1921)
- Az utcai énekesnő (1922)
- Madame Pompadour (1922)
- Az édes lovas (1923)
- Ifjúság májusban (1926)
- A fiatal René úr (Krausz Mihály, az Édes lovas verziója, 1935. március, Zürich), további előadások: 1936. január, Prága, 1951. szeptember, Karlsruhe

## Külső hivatkozások
- Leo Fall az IMDb-n

## Fordítás
- Ez a szócikk részben vagy egészben  a   Leo Fall című német Wikipédia-szócikk ezen változatának fordításán alapul.  Az eredeti cikk szerkesztőit annak laptörténete sorolja fel. Ez a jelzés csupán a megfogalmazás eredetét és a szerzői jogokat jelzi, nem szolgál a cikkben szereplő információk forrásmegjelöléseként.